# ORF 2
Az ORF 2 (1992-ig: FS2) osztrák közszolgálati országos televíziós csatorna. 1961. szeptember 11-én kezdte meg az adást. A csatorna az ORF tulajdonában áll, az ország második legnagyobb nézettségét produkálja testvércsatornája, az ORF 1 után.

## Logói

1968 – 1975
1975 – 1980
1980 – 1992. október 26.
– 1992. október 26.
1992. október 27. – 2000. október 5.
2000. október 5. – 2005. augusztus 16.
2005. augusztus 17. – 2012. január 9.
2012. január 9. –
2012. január 9. –

## Története
Az ORF 2 technikai próbaműsora sugárzását 1961. szeptember 11-én kezdte meg a hét három napján. 1967-től 1970. augusztus 31-éig a hét 5 napján sugárzott, ekkor a neve FS2 lett. 1970. szeptember 1-e óta naponta sugároz, előtte csak a hét 5 napján sugárzott. 1992. október 26-áig a csatorna neve FS2 volt, utána lett a neve ORF 2. A helyi műsorok, melyek címe „Bundesland heute”, 1988. május 2-án indultak.
2012. január 9-én következett egy teljes arculatváltás, hasonlóan az ORF 1-hez, amit „frissítésnek” neveztek. Az ORF 1 letisztult kinézetéhez hasonlóan itt is egy függőleges vonal a központi eleme. A kinézet az erős osztrák identitást jelzi.

## Fordítás
Ez a szócikk részben vagy egészben  az   ORF 2 című német Wikipédia-szócikk fordításán alapul.  Az eredeti cikk szerkesztőit annak laptörténete sorolja fel. Ez a jelzés csupán a megfogalmazás eredetét és a szerzői jogokat jelzi, nem szolgál a cikkben szereplő információk forrásmegjelöléseként.